# Ludwig De Winter
Ludwig De Winter (La Louvière, 31 december 1992) is een Belgisch voormalig wielrenner. Zijn vader Gautier is ploegleider en zijn broer Gordon en neef Hugo zijn ook wielrenner.

## Carrière
In 2013 werd De Winter negende in de beloftenversie van de Rund um den Finanzplatz Eschborn-Frankfurt. Later dat jaar werd hij dertiende in de wegwedstrijd op de Francophoniespelen. In 2015 won hij het bergklassement in de Ronde van Wallonië, met een voorsprong van 4 punten op zijn ploeggenoot Sébastien Delfosse.
Doordat zijn ploeg een stap hogerop deed werd De Winter in 2017 prof. In zijn eerste jaar als prof werd hij onder meer zesde in de Schaal Sels en achtste in de Grote Prijs Marcel Kint. Het jaar daarop won hij de GP Paul Borremans. Sinds 2019 rijdt hij bij Circus-Wanty Gobert.

## Overwinningen
2015
- Bergklassement Ronde van Wallonië

2017
- GP Lucien Van Impe

2018
- GP Paul Borremans

## Resultaten in voornaamste wedstrijden
|      | \| Jaar \| Gent-Wevelgem \| Ronde van Vlaanderen \| Parijs-Roubaix \| Luik-Bast.‑Luik \| \| ---- \| ------------- \| -------------------- \| -------------- \| --------------- \| \| 2017 \| opgave \| \| \| \| \| 2018 \| \| \| buit.tijd \| \| \| 2019 \| \| opgave \| opgave \| \| \| 2020 \| opgave \| opgave \| \| \| \| 2021 \| \| \| \| opgave \| |                      |                |                 |
| Jaar | Gent-Wevelgem | Ronde van Vlaanderen | Parijs-Roubaix | Luik-Bast.‑Luik |
| 2017 | opgave |                      |                |                 |
| 2018 | |                      | buit.tijd      |                 |
| 2019 | | opgave               | opgave         |                 |
| 2020 | opgave | opgave               |                |                 |
| 2021 | |                      |                | opgave          |

## Ploegen
- 2013 –  Color Code-Biowanze
- 2014 –  Color Code-Biowanze
- 2015 –  Wallonie-Bruxelles
- 2016 –  Wallonie Bruxelles-Group Protect
- 2017 –  WB Veranclassic Aqua Protect
- 2018 –  WB Aqua Protect Veranclassic
- 2019 –  Wanty-Groupe Gobert
- 2020 –  Circus-Wanty-Gobert
- 2021 –  Intermarché-Wanty-Gobert Matériaux

De Winter · De Wortelaer · Delfosse · Geromboux · Hoper · Hubert · Kerf · Leleu · Mottet · Pestiaux · Robeet · Vallée · Vanheuverswijn · Warnier · Wertz
Bleus · De Winter · Delfosse · Deruette · Galle · Geromboux · Hubert · Kaise · Kerf · Leleu · Mertz · Picoux · Pons · Robeet · Warnier · Wertz
De Winter · Delfosse · Dernies · Deruette · Duquennoy · Habeaux · Ista · Jans · Jules · Kirsch · Masson · Naesen · Pardini · Peyskens · Robeet · Spengler · Stassen · Vantomme · Warnier · Mortier (stagiair) · Taminiaux (stagiair)
De Winter · Dehaes · Delfosse · Deruette · Duquennoy · Habeaux · Ista · Jules · Kirsch · Lietaer · Masson · Mortier · Peyskens · Robeet · Six · Spengler · Stassen · Vantomme · Warnier
Bakelants · Bellicaud · De Gendt · De Plus · De Winter · Delacroix · Devriendt · Eiking · Evans · Hermans · Hirt · van der Hoorn · van Kessel · Koch · Kreder · Lammertink · Meintjes · Minali · Pasqualon · Petilli · Planckaert · B. van Poppel · D. van Poppel · Rota · Taaramäe · Van Melsen · Vanspeybrouck · Vliegen · Zimmermann · Girmay (stagiair) · Daemen (stagiair) · De Pooter (stagiair) · Jarnet (stagiair)